# Комстадиусы
Комстадиусы (швед. Komstadius или швед. Comstadius) — российский дворянский род, берущий своё происхождение из Швеции. Родоначальником считается общий предок, вассал короля Эрика VIII, основавший в 1096 году поселение Комстад.
В XVII—XVIII веках значительная часть потомков Комстадиусов служила на территории Речи Посполитой, где создавали семьи. Известно, что Карл Самуилович Комстадиус имел старинный польский дворянский герб Наленч и был женат на Марии Велямовской.
Его сын Самуил (Савелий, Савва) Карлович «состоял батальонным адъютантом при артиллерии в Стральзунде» и женился на Аполлонии Одляницкой. От этого брака в Любовичах (Радомский повят) родился Фёдор Савельевич Комстадиус (умер не ранее 1822), выбравший также военную стезю и в молдавскую компанию 1770—1774 годов перешедший на российскую службу. Поселившись на юге Российской империи, он нашёл в лице М. Л. Фалеева  своего будущего друга и благодетеля. Последний завещал Фёдору Савельевичу в потомственное владение свою «Ингульскую дачу» в Херсонской губернии. В 1806 году Фёдор Савельевич Комстадиус был утвержден в дворянском звании в Киеве, а Ингульская дача превратилась в образцовое поместье, получившее название Садовое-Фалеевка. Русское дворянство приобрели и дети Ф. С. Комстадиуса от брака с Доротеей Деринг (умерла в 1795). Из их 13 детей в живых остались три сына и две дочери. Его старший сын Август Фёдорович (1777—1859) был херсонским губернатором и через свою супругу Авдотью Васильевну Синельникову породнился с потомством украинского гетмана Даниила Апостола.
Сын Августа Федоровича  —  полковник Николай Августович (1837—1872) состоял на военной службе в лейб-гварбии Гусарском полку и был женат на дочери генерал-майора Николая Васильевича Синельникова  —  Софье Николаевне. Их сын генерал-майор Свиты Николай Николаевич Комстадиус (1866—1917) через женитьбу породнился с родом Малама. Комстадиусы владели селом Жукля, а в 1909 году была приобретена земля в Мисхоре под застройку дачи «Мурад-Авур», превратившуюся в дворцовый комплекс. Сын Н. В. Комстадиуса Николай (1901—1989) скончался в Париже.

## Описание герба
Родовой герб был утверждён 28 февраля 1896 года и внесён в часть 16 Общего гербовника дворянских родов Всероссийской империи.
Описание герба (блазон):

 В червленом щите серебряная повязка, с выпущенными на обе стороны концами. Щит увенчан дворянским коронованным шлемом. Нашлемник: правая рука в серебряных латах, держащая таковую же с золотой рукояткой саблю. Намет: червленый, подложен серебром.— Общий гербовник